# Nobby Nobbs
Cecil Wormsborough St. John "Nobby" Nobbs es un personaje ficticio de la saga de novelas de Mundodisco escrita por Terry Pratchett. Es un Agente en la Guardia de la ciudad de Ankh-Morpork, y aparece por primera vez en la novela ¡Guardias! ¿Guardias?.

## Descripción
Nobby Nobbs es el tipo de persona que se une al ejército para saquear los cuerpos en el campo de batalla. Se dice que hay un Bastón del mariscal en cada bolso de soldado raso; lo que Nobby Nobbs tiene son dos depósitos repletos con dichos bastones, uniformes de su ejército y del ejército completo, dientes de oro, otros objetos pequeños de valor y una buena parte de botas (con y sin pies adentro). A pesar de su cleptomanía, es bastante honesto en las cosas grandes (por lo menos, si son demasiado grandes para cargar con ellas) y es descrito como alguien a quien le puedes confiar tu vida, aunque deberías ser tonto para confiarle un dólar. El Sargento Colon dice en ¡Voto a bríos!, que ha escuchado que los Mariscales de Campo se fijan en el uniforme de Nobby para ver la situación de la batalla. 
Se lo describe como desaliñado, que huele mal, y a pesar de ser humano, de la misma altura de un enano. Carga con el un certificado emitido por el Patricio en el cual se indica que el pertenece a la raza humana. El texto se puede ver en Pies de Barro y dice lo siguiente:

Yo, después de escuchar la evidencia de varios expertos, incluyendo la Sra. Slipdry la partera, certifico que el balance de probabilidades es que el portador de este documento, C. W. St. John Nobbs, es un ser humano.
Firmado, Lord Vetinari.

Una broma repetida en muchos de los libros, es la inhabilidad de la gente de discernir que Nobby Nobbs es efectivamente humano. De hecho, en Papá Puerco, La Muerte es incapaz de decidir a que raza pertenece. 
Siempre parece capaz de materializar un cigarrillo de detrás de sus orejas (a él lo han calificado de "Cementerio de Nicotina"). Los cigarrillos se convierten rápidamente en colillas y parecen permanecer en este estado indefinidamente. 
Samuel Vimes es el oficial a su cargo y el sargento Fred Colon es su compañero y amigo desde tiempos inmemoriales siendo por mucho tiempo, hasta la llegada de Zanahoria, los únicos miembros de la Guardia Nocturna. Juntos, Nobby y Fred, tienen muchas conversaciones extrañamente filosóficas (o simplemente extrañas), como "¿Tiene La Muerte un nombre de pila?, ¿Cómo lo llaman sus amigos?".

## Historia
De pequeño, era un niño de la calle, pequeño, algo malicioso, con olor a pescado, y una de las mejores fuentes de información para muchos notables de la ciudad. Fue inspirado a unirse a la guardia después de que el Sargento-En-Armas John Keel (y después de haber viajado en el tiempo, Sam Vimes), le dio una cuchara. 
Se pensó en una vez (durante los eventos de Pies de barro) que era un Par del Reino (específicamente descendiente del Conde de Ank), pero resultó ser una charada para nombrarlo rey y poder controlarlo una vez en este puesto. Nobby resultó ser bastante menos manejable de lo que los conspiradores habían supuesto, rechazando una vida de lujos como cabeza de Ank-Morpok. Al final del libro, se sugiere que a pesar de la conspiración para plantar esta información, podría ser un noble real, debido a la cantidad de objetos heredados que posee (particularmente, una diadema, una corona y tres guardapelos de oro).
Nobby fue una figura clave en la resolución de la "guerra" en Ankh-Morpork y el Imperio de Klatch en la novela ¡Voto a bríos!, y en reconocimiento de esto, el Patricio le dio la asignación en el departamento de Control de Tráfico de Ank-Morpok y fue "promovido" a Asistente del Oficial de Enlace con la Guardia (es decir, Fred Colon), un trabajo que al estar descrito vagamente, se asegurara que nunca tenga que hacer nada importante. 
En El Quinto Elefante Nobby llega a ser Presidente del Gremio de Guardias, cuando la falta temporal de Vimes y Zanahoria eleva a Colon al mando superior de la Guardia y su enloquecida manera de dirigirla hace que se organice una huelga contra él.
El cree estar en una relación romántica con Verity Pushpram, una chica que tiene un local ambulante de venta de pescado, y parece tener la capacidad de mirar en direcciones opuestas al mismo tiempo. Sin embargo, esta "relación" parece consistir en que ella lo golpea con pescados, y le dice que se deje de molestar. Permanece fiel a esta, a excepción del interludio en ¡Thud!, donde sale con la bailarina exótica Tawneee.

## Otros Medios
El personaje de Nobby aparece brevemente en la adaptación de Soul Music en el Cosgrove Hall. En la adaptación de la adaptación de ¡Guardias! ¿Guardias? hecha en BBC Radio 4 su voz fue hecha por Melvyn Hayes; y en la obra de 1998 fue interpretado por David Brett (de los Flying Pickets).
En los juegos de PC de Mundodisco, su voz fue hecha por Tony Robinson (Discworld) y por Rob Brydon (Discworld Noir), y su voz tiene un acento irlandés claramente marcado.
En la adaptación de Sky One para televisión de Papá Puerco, su papel fue interpretado por Nicholas Tennant.